# 창북초등학교
창북초등학교(昌北初等學校)는 대한민국 전북특별자치도 부안군 계화면에 있는 공립 초등학교이다.

## 학교 연혁
- 1977년 1월 7일: 강창국민학교로 설립인가
- 1977년 10월 10일: 개교
- 1978년 9월 1일: 12학급 편성(당오국교에서 임시수업)
- 1979년 3월 1일: 창북국민학교 교명 변경
- 1981년 3월 1일: 병설유치원 개원
- 1996년 3월 1일: 창북초등학교로 교명 변경
- 2010년 3월 1일: 도지정 독서논술 연구학교(2010~2011) 지정
- 2012년 9월 1일: 제12대 이오일 교장 취임
- 2013년 2월 15일: 제33회 (13명) 졸업 (총 2,213명)
- 2013년 3월 1일: 7학급 편성 (특수학급1)

## 참고 자료
- 창북초등학교 - 한국교육학술정보원 학교알리미